# Batoidea
Los batoideos (Batoidea) o hipotremados son un superorden de peces cartilaginosos que contiene más de 500 especies en trece familias. Se conocen con el nombre común de rayas o mantas, aunque estos términos designan más específicamente a los batoideos del orden Rajiformes.
Los batoideos están muy cercanamente emparentados con los tiburones; de hecho, según recientes análisis de ADN, la pintarroja (tiburón gato) es más cercano a los batoideos que a otros tiburones. Los batoideos jóvenes son muy parecidos a los tiburones y su relación es obvia.
Viven en los océanos. A diferencia de los tiburones, tienen las branquias en la parte inferior del cuerpo. Poseen escamas y un esqueleto cartilaginoso. Su sistema de fecundación se caracteriza por tener unas protecciones en la parte interna de las pelvis del pez macho. Los batoideos se clasifican en 17 familias y aproximadamente 480 especies conocidas.

## Características
Los batoideos tienen un cuerpo muy aplanado, mucho más que los tiburones. Como ellos, tienen el esqueleto hecho de una sustancia elástica llamada cartílago. Las aberturas branquiales de los batoideos se encuentran debajo de las aletas pectorales, mientras que los tiburones las tienen a los lados de la cabeza.
Los ojos y los espiráculos están situados en la parte dorsal; los ojos carecen de membrana nictitante. Las mandíbulas pueden proyectarse hacia adelante en la mayoría de las especies; los dientes son aplanados. El morro posee órganos que detectan la electricidad. Los batoides tienen una boca ubicada ventralmente y pueden sobresalir considerablemente su mandíbula superior (cartílago palatocuadrado) lejos del cráneo para capturar a sus presas. Las mandíbulas tienen una suspensión de tipo euhiostílico, que depende completamente de los cartílagos hiomandibulares para su soporte. Las aletas pectorales están muy ensanchadas y su ángulo anterior está unido a los lados de la cabeza por delante de las aberturas branquiales; carecen de aleta anal. Las vértebras anteriores están fusionadas.

## Reproducción
Los huevos de los batoideos, a diferencia de muchos otros peces, son fertilizados dentro del cuerpo de la hembra. Los huevos de todos los batoideos, excepto los de la familia Rajidae, se incuban dentro de la hembra y nacen vivos (ovovivíparos). La fertilización interna es ventajosa, ya que conserva el esperma, no expone los óvulos al consumo de los depredadores y garantiza que toda la energía involucrada en la reproducción se retenga y no se pierda en el medio ambiente.
Las hembras de la familia Rajidae ponen huevos fertilizados con forma plana, rectangular, y de cascarón blando.Los restos de este tipo de huevos suelen encontrarse en las playas.

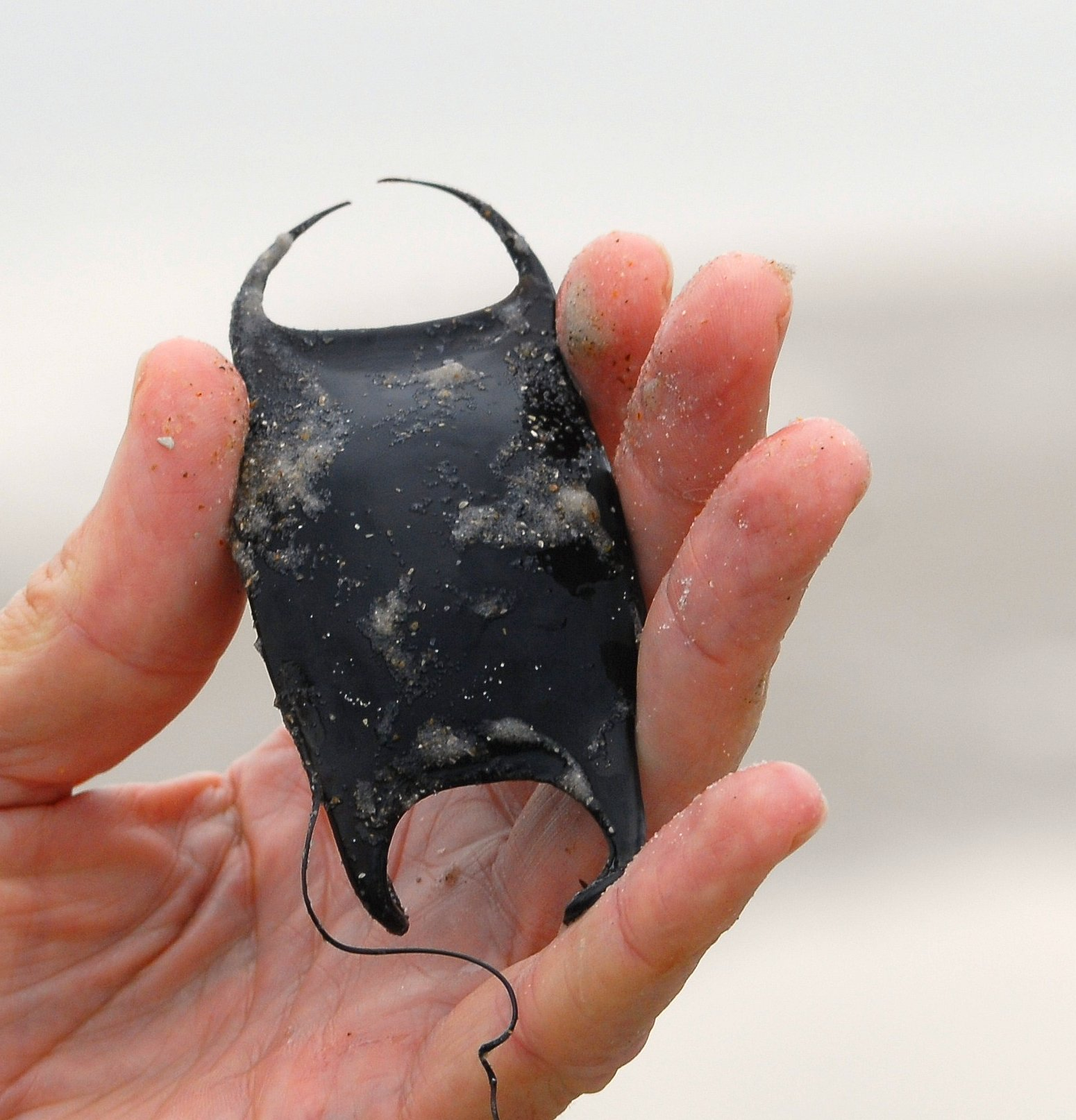
Cápsula de huevo de raya encontrada en una playa.

El nacimiento prematuro y el aborto inducidos por la captura (llamados colectivamente parto inducido por la captura) ocurren con frecuencia en tiburones y rayas cuando se pescan. El parto inducido por captura rara vez se considera en la gestión pesquera, a pesar de que se ha demostrado que ocurre en al menos el 12 % de los tiburones y rayas vivos (88 especies hasta la fecha).

### Hembras
Los ovarios de las hembras cuando se encuentran en período inmaduro son delgados, pequeños y difíciles de diferenciar, en cambio, cuando se encuentran en maduración se pueden diferenciar fácilmente, aunque siguen siendo delgados, sus ovocitos no son visibles, y sus ovarios son permanentes; los ovocitos que tienen el nucléolo y el núcleo visible se pueden ubicar en el borde de la envoltura nuclear y en el interior, estos ovocitos rodean la zona pélvica. El ovario en algunas de estas especies es diferente, unos son compuestos con ovocitos externos y otros no, unos tienen conducto central que facilita la salida de ovocitos internos. En la gran mayoría de los casos los ovarios son ovalados, pero algunos son alargados. El oviducto y el útero tienen un tejido muscular liso o conjuntivo.

### Machos
Los testículos de los machos cuando se encuentran en periodo inmaduro son flácidos, carecen de semen, cláspers pequeños, sus ductos no son fáciles de diferenciar, en cambio, cuando se encuentran en maduración se encuentran sus ductos bien desarrollados, su pterigopodio o clásper se agranda y se encuentran en una gran parte calcificados y son bastante consistentes, y poseen semen. Sus espermatozoides se van haciendo cada vez más pequeños hasta quedar completamente desarrollados y los cistos de forma circular bordean tejidos fibroblásticos y conjuntivos, así mismo aumentan su diámetro, por lo que su aspecto va cambiando a alargado y espiralado.

## Hábitat

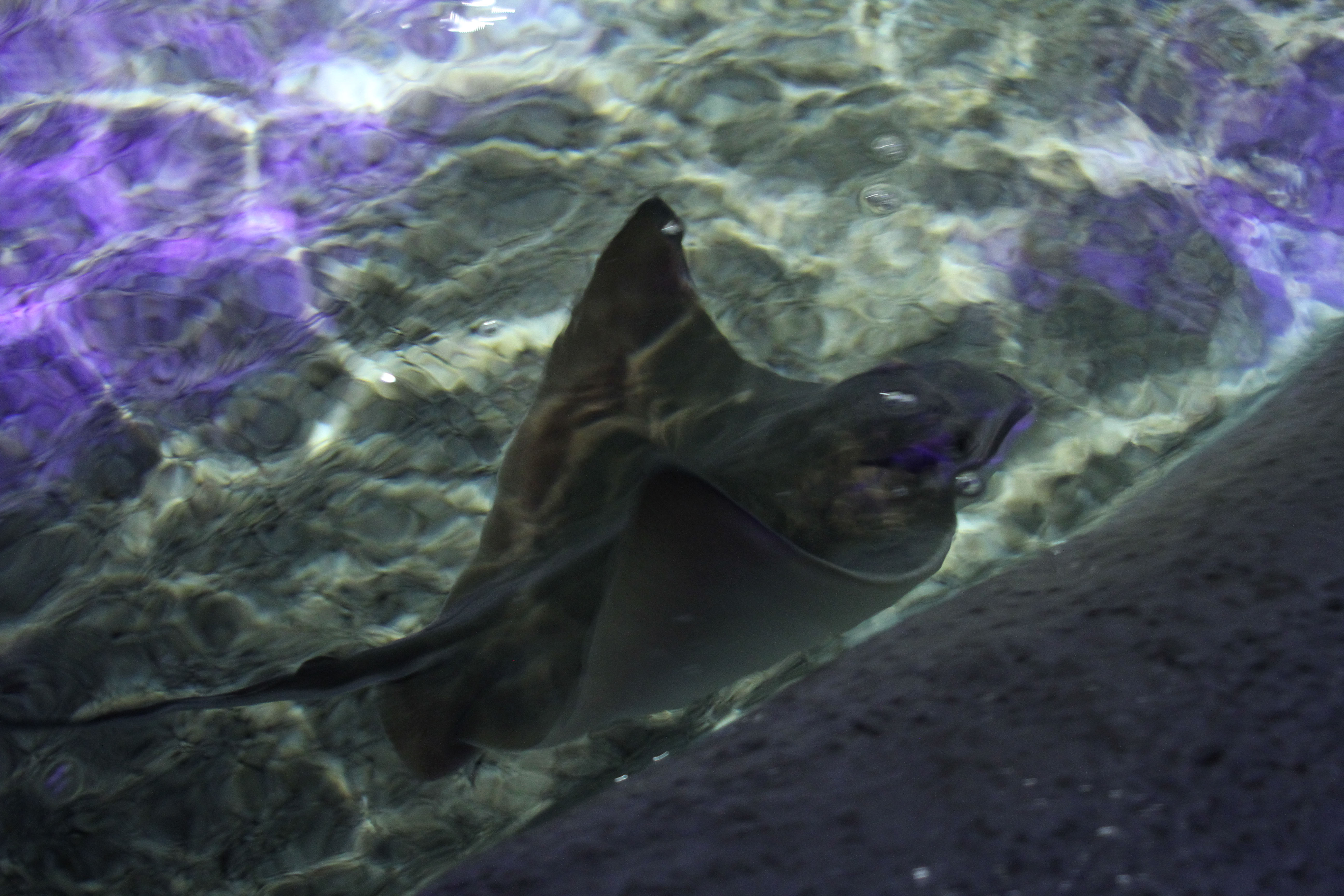
Raya en el acuario Inbursa, México.

La mayoría de las especies viven en el fondo marino, en una gran variedad de regiones geográficas, muchas en aguas costeras y algunas en aguas profundas. La mayoría de los batoideos tienen una distribución cosmopolita, en ambientes marinos tropicales y subtropicales, en aguas templadas o frías. Solo unas cuantas especies, como las mantarrayas, viven en el mar abierto, y solo algunas en agua dulce.
Algunos batoideos pueden vivir en bahías y estuarios con poca cantidad de sal. Los batoideos que viven en el fondo respiran por sus espiráculos en vez de por la boca, como hacen muchos peces, y expulsan el agua por las agallas.

## Alimentación
La mayoría de los batoideos desarrollaron una dentadura pesada y redonda para romper las conchas de caracoles, almejas, ostras, crustáceos, y algunos peces, dependiendo de la especie. Las mantarrayas se alimentan de plancton. Los batoideos no atacan a los humanos, pero las rayas látigo pueden infligir una picadura extremadamente dolorosa.

## Comportamiento

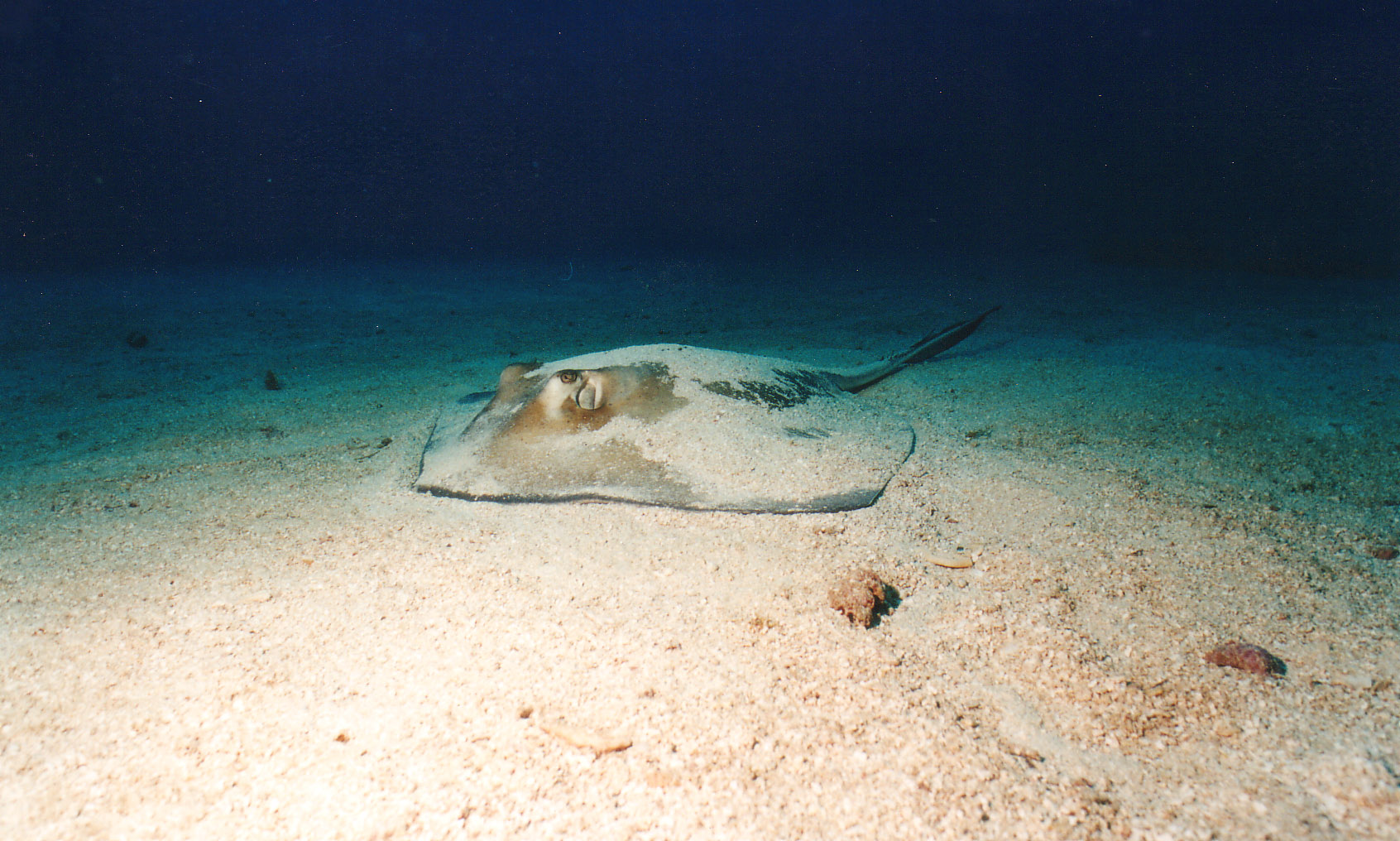
Raya de las Antillas.

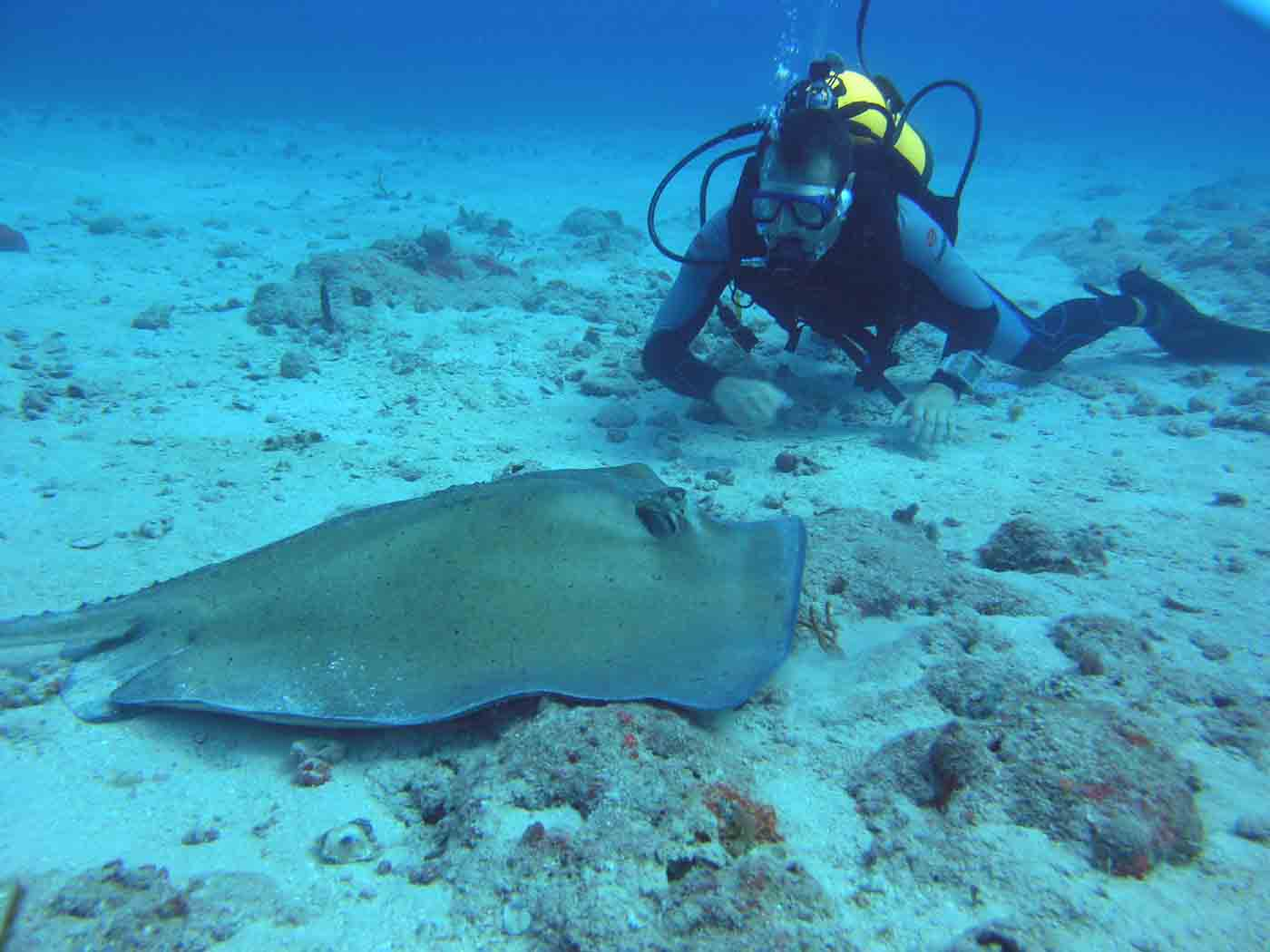
Una Raya en Saint-Martin.

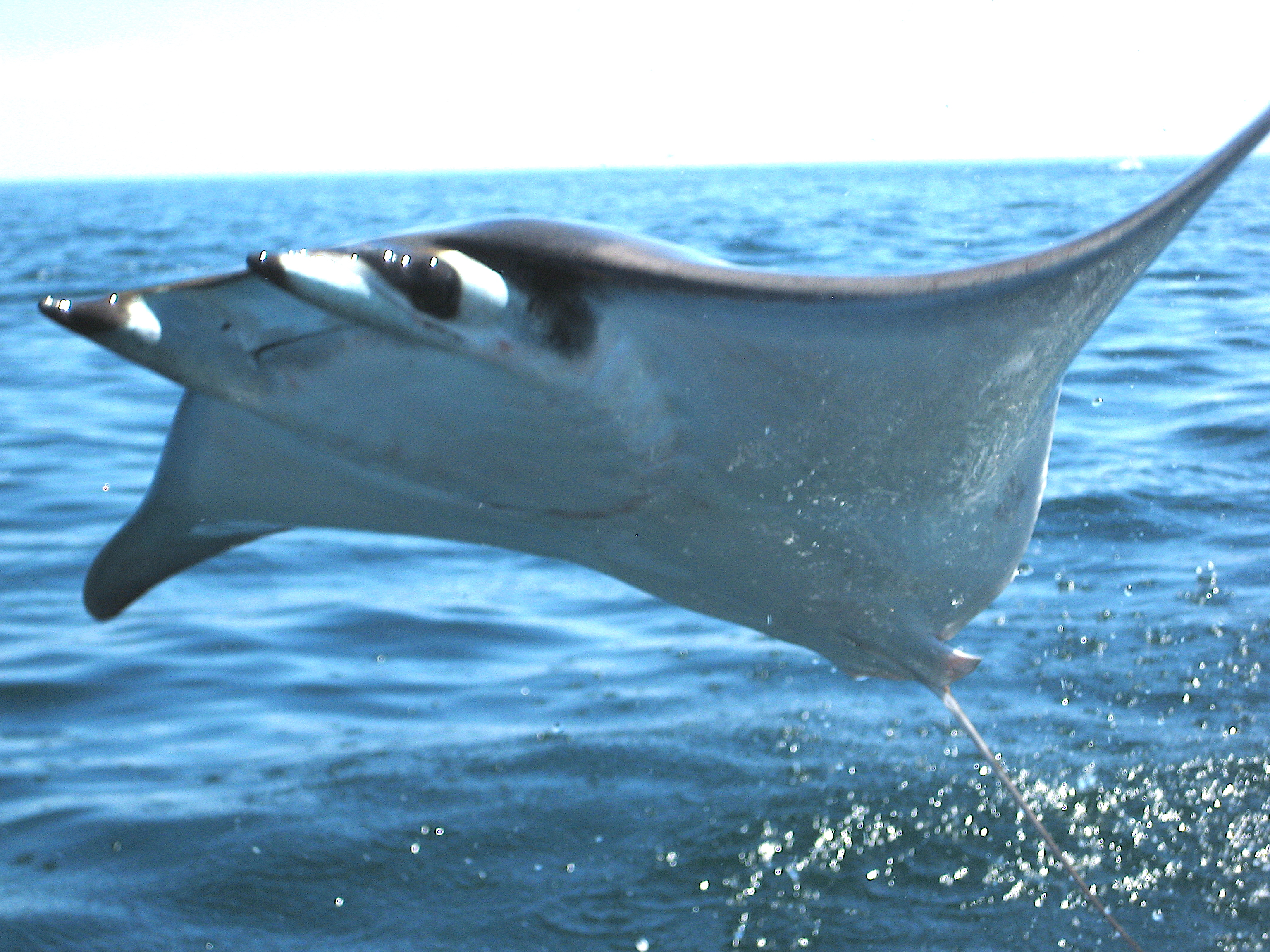
Una raya Mobula (Mobula munkiana) saltando fuera del agua.

Las rayas Mobula pueden reunirse en densos grupos de cientos de individuos, pueden saltar fuera del agua realizando saltos que duran varios segundos en el aire o el equivalente a saltos mortales.

## Clasificación
Para el año 2024, el grupo Batoidea se subdivide en cuatro órdenes monofiléticos: Rajiformes (rajas, skates), Rhinopristiformes (peces sierra y rayas guitarras), Torpediniformes (rayas eléctricas principalmente) y Myliobatiformes (rayas con aguijón y mobulas).

### OrdenRajiformes(rayas)
- Familia Rajidae
- Familia Arhynchobatidae
- Familia Gurgesiellidae
- Familia Anacanthobatidae

### OrdenRhinopristiformes(peces sierra)
- Familia Trygonorrhinidae
- Familia Rhinobatidae
- Familia Rhinidae
- Familia Glaucostegidae
- Familia Pristidae

### OrdenTorpediniformes(rayas eléctricas)
- Familia Platyrhinidae
- Familia Narkidae
- Familia Narcinidae
- Familia Hypnidae
- Familia Torpedinidae

### OrdenMyliobatiformes(rayas con aguijón y mobulas)
- Familia Zanobatidae
- Familia Hexatrygonidae
- Familia Dasyatidae
  - Subfamilia Dasyatinae
  - Subfamilia Neotrygoninae
  - Subfamilia Urogymninae
  - Subfamilia Hypolophinae
- Familia Potamotrygonidae
  - Subfamilia Styracurinae
  - Subfamilia Potamotrygoninae
- Familia Urotrygonidae
- Familia Gymnuridae
- Familia Plesiobatidae
- Familia Urolophidae
- Familia Aetobatidae
- Familia Myliobatidae
- Familia Rhinopteridae
- Familia Mobulidae

## Filogenia
La evidencia molecular refuta la hipótesis de que las rayas son tiburones derivados. Fishes of the World de Nelson de 2006 reconoce cuatro órdenes. Los Sclerorhynchoidea mesozoicos son basales o incertae sedis; muestran características de los Rajiformes pero tienen hocicos que se parecen a los de los peces sierra. Sin embargo, la evidencia indica que probablemente sean el grupo hermano de los peces sierra.
Árbol filogenético de Batoidea:
|  | Rhinopristiformes                                              |
|  |                                                                |
|  | \| \| Rajiformes \| \| \| \| \| \| Myliobatiformes \| \| \| \| |
|  |                                                                |
|  | Rajiformes                                                     |
|  |                                                                |
|  | Myliobatiformes                                                |
|  |                                                                |

|  | Rajiformes      |
|  |                 |
|  | Myliobatiformes |
|  |                 |

|  | Rhinopristiformes                                              |
|  |                                                                |
|  | \| \| Rajiformes \| \| \| \| \| \| Myliobatiformes \| \| \| \| |
|  |                                                                |
|  | Rajiformes                                                     |
|  |                                                                |
|  | Myliobatiformes                                                |
|  |                                                                |

|  | Rajiformes      |
|  |                 |
|  | Myliobatiformes |
|  |                 |

|  | Rhinopristiformes                                              |
|  |                                                                |
|  | \| \| Rajiformes \| \| \| \| \| \| Myliobatiformes \| \| \| \| |
|  |                                                                |
|  | Rajiformes                                                     |
|  |                                                                |
|  | Myliobatiformes                                                |
|  |                                                                |

|  | Rajiformes      |
|  |                 |
|  | Myliobatiformes |
|  |                 |

|  | Rhinopristiformes                                              |
|  |                                                                |
|  | \| \| Rajiformes \| \| \| \| \| \| Myliobatiformes \| \| \| \| |
|  |                                                                |
|  | Rajiformes                                                     |
|  |                                                                |
|  | Myliobatiformes                                                |
|  |                                                                |

|  | Rajiformes      |
|  |                 |
|  | Myliobatiformes |
|  |                 |

|  | Rhinopristiformes                                              |
|  |                                                                |
|  | \| \| Rajiformes \| \| \| \| \| \| Myliobatiformes \| \| \| \| |
|  |                                                                |
|  | Rajiformes                                                     |
|  |                                                                |
|  | Myliobatiformes                                                |
|  |                                                                |

|  | Rajiformes      |
|  |                 |
|  | Myliobatiformes |
|  |                 |

|  | Rhinopristiformes                                              |
|  |                                                                |
|  | \| \| Rajiformes \| \| \| \| \| \| Myliobatiformes \| \| \| \| |
|  |                                                                |
|  | Rajiformes                                                     |
|  |                                                                |
|  | Myliobatiformes                                                |
|  |                                                                |

|  | Rajiformes      |
|  |                 |
|  | Myliobatiformes |
|  |                 |

|  | Rhinopristiformes                                              |
|  |                                                                |
|  | \| \| Rajiformes \| \| \| \| \| \| Myliobatiformes \| \| \| \| |
|  |                                                                |
|  | Rajiformes                                                     |
|  |                                                                |
|  | Myliobatiformes                                                |
|  |                                                                |

|  | Rajiformes      |
|  |                 |
|  | Myliobatiformes |
|  |                 |

|  | Rhinopristiformes                                              |
|  |                                                                |
|  | \| \| Rajiformes \| \| \| \| \| \| Myliobatiformes \| \| \| \| |
|  |                                                                |
|  | Rajiformes                                                     |
|  |                                                                |
|  | Myliobatiformes                                                |
|  |                                                                |

|  | Rajiformes      |
|  |                 |
|  | Myliobatiformes |
|  |                 |

## Estado de conservación
Según un estudio de 2021 publicado en Nature, el número de tiburones y rayas oceánicos ha disminuido a nivel mundial un 71 % durante los 50 años anteriores, poniendo en peligro "la salud de ecosistemas oceánicos enteros, así como la seguridad alimentaria de algunos de los países más pobres del mundo". La sobrepesca ha aumentado el riesgo de extinción global de estas especies hasta el punto de que tres cuartas partes están ahora amenazadas de extinción Este es especialmente el caso del Mar Mediterráneo, el más afectado por la pesca no reglamentada, donde un reciente estudio internacional de la Comisión Científica del Mediterráneo concluyó que sólo subsisten 38 especies de rayas y mantas.

## Diferencias entre tiburones y rayas
Los tiburones y las rayas son peces cartilaginosos, en contraste con los peces óseos. Muchas rayas están adaptadas para alimentarse en el fondo marino. Los peces guitarra están entre tiburones y rayas, y muestran características de ambos (aunque están clasificados como rayas).
| Characteristic        | tiburones | pez guitarra                                                                  | Rayas |
| --------------------- | --- | ----------------------------------------------------------------------------- | --- |
| Forma                 | Forma de huso comprimido lateralmente                                                                                       | Fisco comprimido dorsoventralmente (aplanado)                                 | |
| Espiráculos           | No siempre presentes |                                                                               | Siempre presentes |
| Hábitat               | Generalmente pelágicos, se alimentan en la superficie, aunque los tiburones alfombra se alimentan demersalmente en el fondo | Mezcla demersal/pelágica                                                      | Generalmente se alimentan demersalmente en el fondo                                                                        |
| Ojos                  | Generalmente a los lados de la cabeza                                                                                       | Generalmente en la parte superior de la cabeza                                | |
| Aberturas branquiales | En los lados | Ventrales (debajo)                                                            | |
| Aletas pectorales     | Distintas | No distintas                                                                  | |
| Cola                  | Gran aleta caudal cuya función primaria es proporcionar propulsión hacia delante                                            |                                                                               | Varía desde una cola gruesa como una extensión del cuerpo, a un látigo que puede picar, o a prácticamente ausencia de cola |
| Locomoción            | Nadan moviendo su cola (aleta caudal) de lado a lado nadan batiendo sus aletas pectorales como alas                         | Los peces guitarra y el pez sierra tienen una aleta caudal como los tiburones | Nadan batiendo sus aletas pectorales como alas                                                                             |